# St. Johannes von Nepomuk (Maria Steinbach)

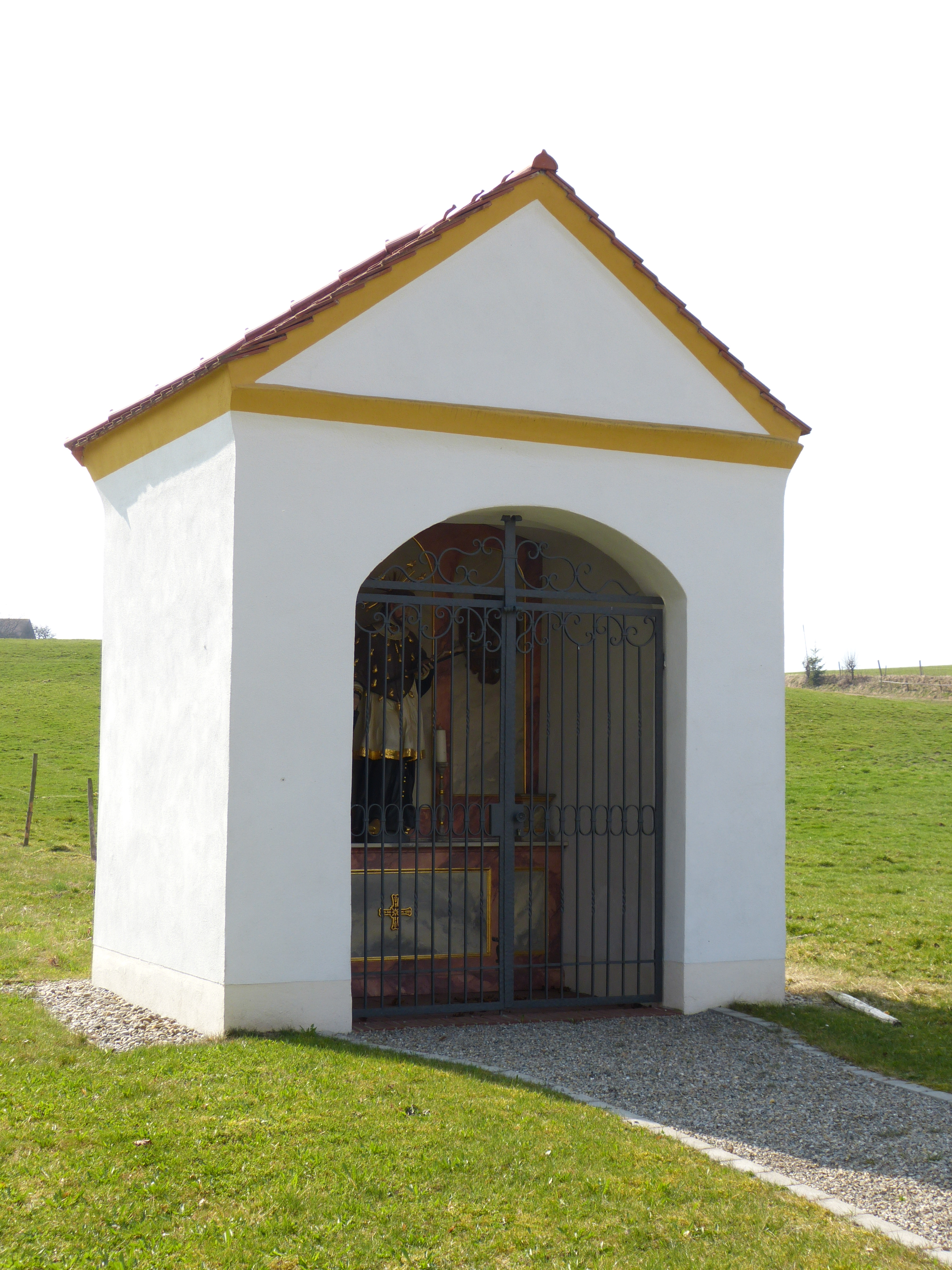
Wegkapelle St. Johannes von Nepomuk in Maria Steinbach

Die römisch-katholische Kapelle St. Johannes von Nepomuk befindet sich in Maria Steinbach einem Ortsteil von Legau im Landkreis Unterallgäu in Bayern. Die Kapelle steht unter Denkmalschutz. Das kleine Gebäude befindet sich nordwestlich der Wallfahrtskirche Maria Steinbach am Ortseingang an der Straße aus Richtung Lautrach.

## Beschreibung
Das aus der ersten Hälfte des 18. Jahrhunderts stammende kleine rechteckige Gebäude ist mit einem gegen Westen abgewalmten Satteldach versehen. Die Kapelle ist in Richtung Osten offen und mit einem Gitter verschlossen. Im Inneren befindet sich unter einer Flachtonne die gefasste Holzfigur des Heiligen Johannes von Nepomuk. Die Figur stammt aus der gleichen Zeit wie die Kapelle selbst. Rechts und links der Holzfigur befinden sich kartuschenförmige Holztafeln. Diese sind mit Beichthören und dem Martertod des Johannes von Nepomuk bemalt.

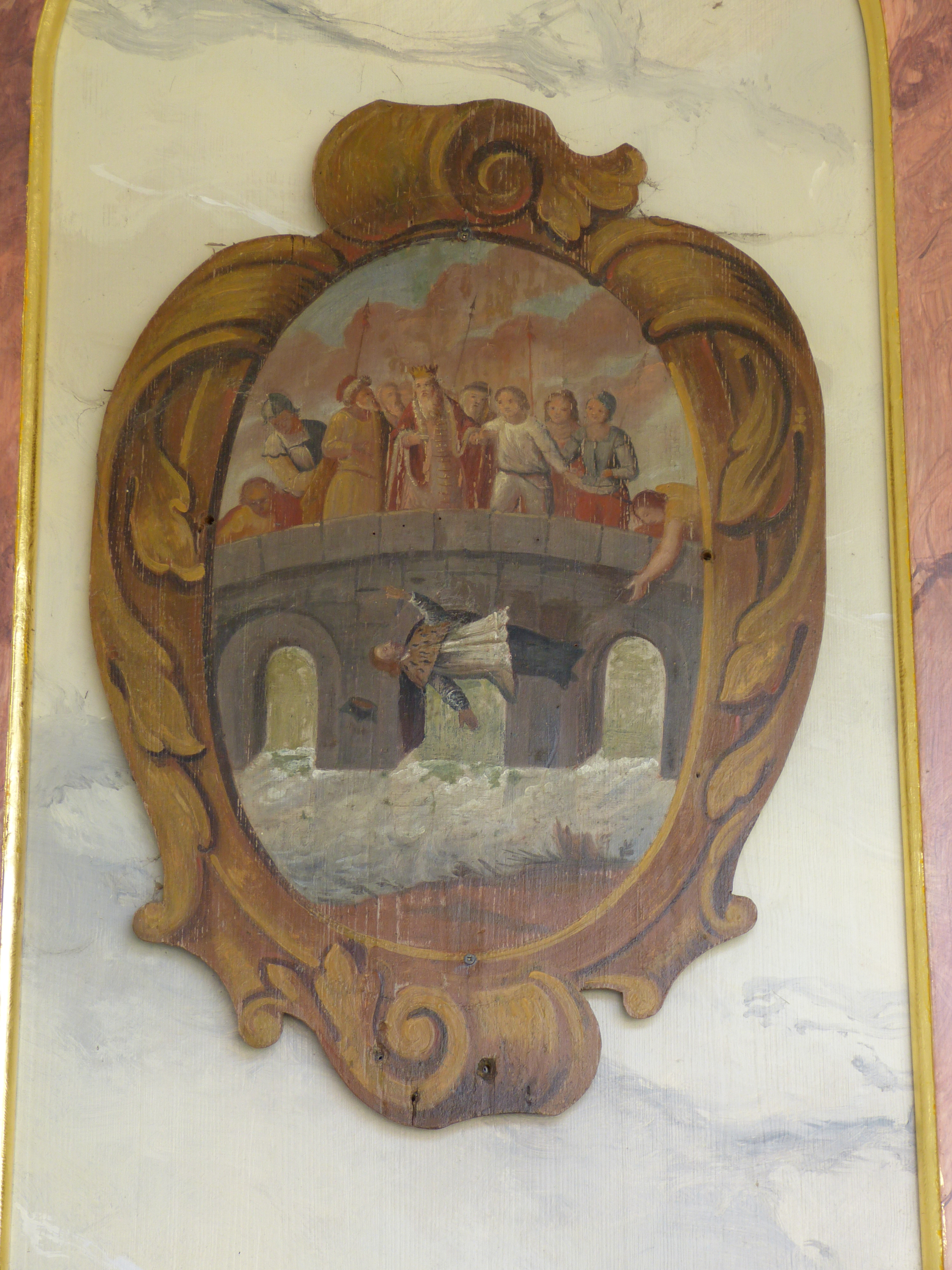
Martertod des Hl. Johannes von Nepomuk
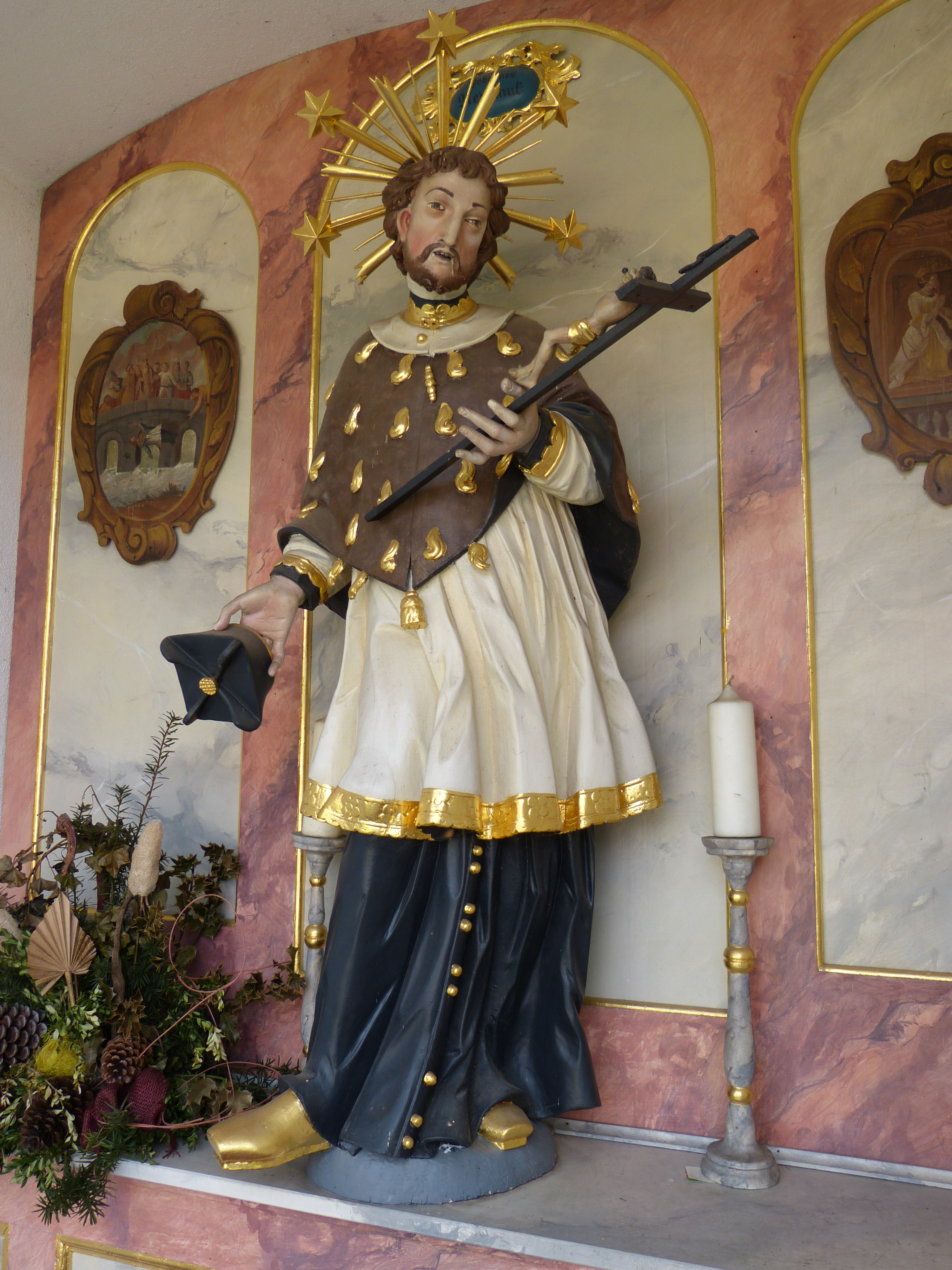
Holzfigur des Hl. Johannes von Nepomuk
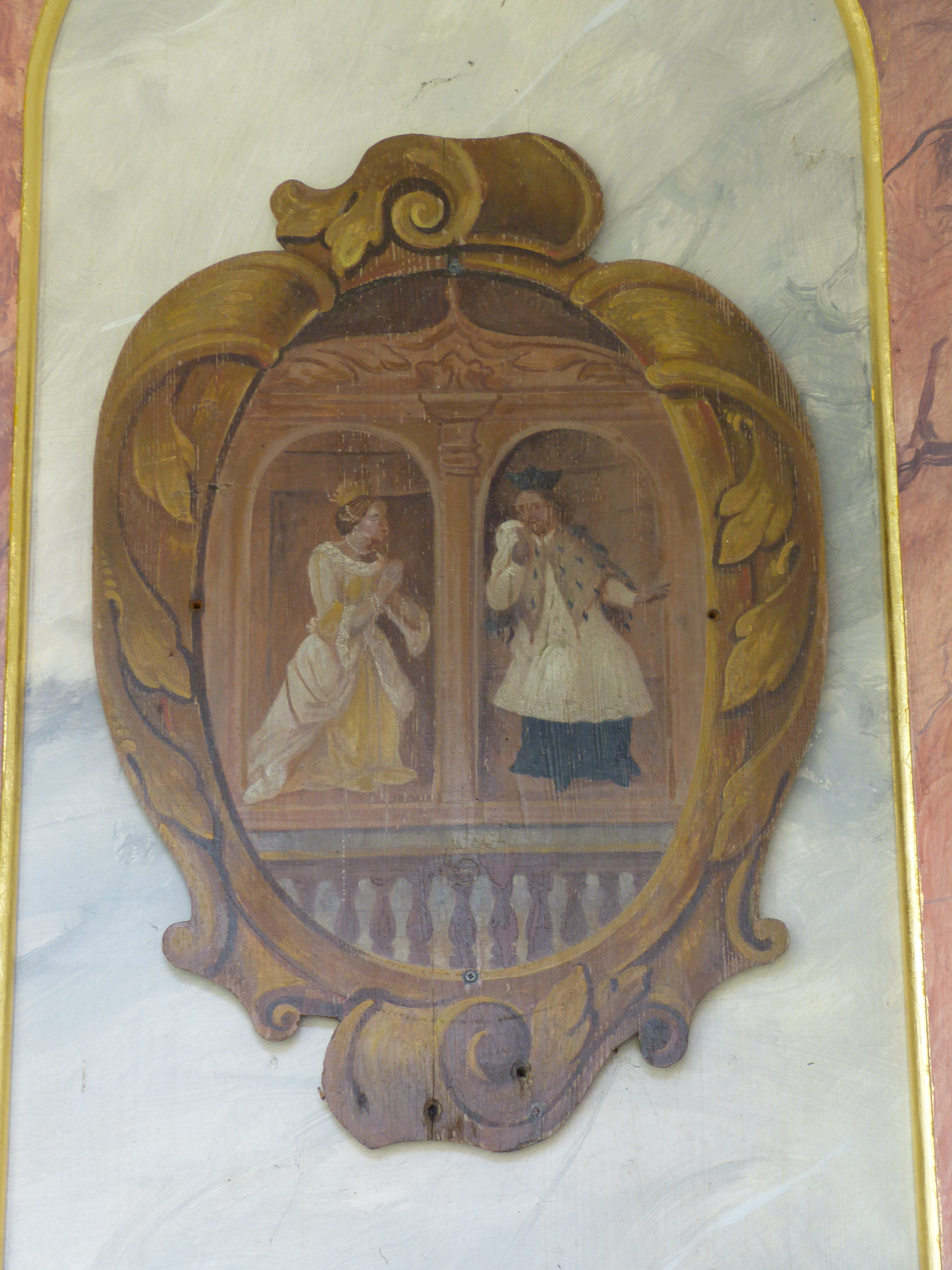
Beichthören des Hl. Johannes von Nepomuk